# Chrysonotomyia longiscuta
Chrysonotomyia longiscuta är en stekelart som beskrevs av Christer Hansson 2004. Chrysonotomyia longiscuta ingår i släktet Chrysonotomyia och familjen finglanssteklar.
Artens utbredningsområde är Colombia. Inga underarter finns listade i Catalogue of Life.